# 波旁-帕爾馬的費利切
費利克斯親王（Prince Felix of Bourbon-Parma；1893年10月28日—1970年4月8日），原名：費利克斯·馬里·文森特，是前卢森堡女大公夏洛特的丈夫，帕爾馬王子、卢森堡亲王，前盧森堡大公若望的父親。

## 子女
1. 若望（1921年—2019年）
2. 伊莉莎白（1922年—2011年）
3. 瑪麗·阿黛拉伊德（1924年—2007年）
4. 瑪麗-加布里埃爾（1925年出生）
5. 查理王子（1927年—1977年）
6. 艾莉克絲（1929年—2019年）

## 荣誉

### 外国勋章奖章
- 阿维斯大十字勋章（葡萄牙語：Ordem Militar de Avis）（葡萄牙，1950年2月24日公布[1]）